# Hatusima
Hatusima (japanisch 初島 Hatsu-shima, deutsch ‚Erste Insel‘) ist eine kleine Insel vor der Prinz-Harald-Küste des ostantarktischen Königin-Maud-Lands. Sie liegt im nordöstlichen Sektor der Lützow-Holm-Bucht und gehört zur Inselgruppe Flatvær.
Norwegische Kartographen kartierten sie 1946 anhand von Luftaufnahmen der Lars-Christensen-Expedition 1936/37. Japanische Wissenschaftler benannten sie 1962 so, weil die Insel die erste Anlaufstelle der von 1957 bis 1962 durchgeführten japanischen Antarktisexpedition war.